# Sopa teóloga
La sopa teologa è una zuppa tradizionale del dipartimento di La Libertad, in Perù. È anche chiamata boda de Moche e fa parte della cucina peruviana. È un piatto tipico di matrimoni, battesimi e altre feste familiari della costa settentrionale..

## Storia
La zuppa ha radici nella cucina medievale spagnola, influenzata da quella romana. Anche l'influenza moche consisteva probabilmente in un pepián (stufato di mais tostato e macinato) e brodo a base di pesce. L'origine sarebbe da collocare nei conventi di Trujillo, con l'influenza dei sacerdoti spagnoli come alcuni elementi, ad esempio le tecniche di cottura europee. Il piatto ha riferimenti che risalgono al XIX secolo. La zuppa è documentata già dl 1828 nella commedia Frutos de la educación di Felipe Pardo y Aliaga, messa in scena per la prima volta il 6 agosto 1829:
(Frutos de la Educación, messa in scena il 6 de agosto 1829, Felipe Pardo y Aliaga)
Ricardo Palma, nell'episodio Agustinos y Frasicanos in Tradizioni peruviane (1883), fa riferimento al piatto secondo la storia per cui i teologi domenicani erano gli incaricati di realizzare la ricetta. Ricardo narra dello scontro tra i frati. La situazione si risolve alla vigilia di San Francisco Solano con l'offerta di un banchetto di riconciliazione con la "sopa teóloga".

## Preparazione
Fernando Casós recita "Sopra l'immensa stufa riposava da un lato la buona sopa teóloga, sotto le cui fette di pane burroso c'erano fegati, ventriglio, cuori e uova in amichevole confusione".
La zuppa contempla una varietà di ingredienti come sfilacci di carne e aromi come il prezzemolo e origano huacatay e il pane che concentra i sapori e fornisce consistenza al tutto. Si compone di una base di ceci, cipolle, patate tagliate, pollo, tacchino, frattaglie, origano, prezzemolo, zafferano e pane. Di solito è accompagnata da pepián di riso con capretto, la zarandaja (una varietà di legumi) o lenteja bocona (una varietà di lenticchie).
La preparazione consiste nel cuocere in acqua la carne. In un'altra padella soffriggere in olio le spezie con cipolla e pepe, e successivamente incorporare il pane inzuppato. In seguito si incorpora al brodo di carne insieme a patate e formaggio.

## Impatto socioculturale
La sopa teóloga è stata dichiarata piatto tipico de Moche dall'Instituto Regional de Cultura e dal Gobierno Regional de La Libertad nel 2008. Il 20 marzo 2005, il Ministero della cultura la dichiara Patrimonio Cultural de la Nación durante la settimana santa di Moche. Durante quest'ultima è tradizione appendere agli ingressi delle case un tacchino gonfio, cipolla rossa o cipollotto, alcuni rami di coriandolo e di ají escabeche (un tipo di peperoncino) come simboli della preparazione della sopa teóloga. Questo piatto si consuma principalmente nella Domenica delle Palme.
È stato dichiarato piatto tipico del distretto di Moche, nel dipartimento settentrionale di La Libertad. Il 14 ottobre 2016 è stato dichiarato piatto bandiera della regione di La Libertad.